# Ermal Krasniqi
Ermal Krasniqi (Malishevë, 7 settembre 1998) è un calciatore kosovaro, attaccante dello Sparta Praga e della nazionale kosovara.

## Carriera

### Club
Cresciuto nel settore giovanile del Feronikeli, nel 2017 viene prelevato dal Malisheva. Nel 2018 viene acquistato dal Llapi, con cui esordisce nella prima divisione kosovara. Nel gennaio 2019 si trasferisce al Ferizaj. Al termine della stagione firma con il Ballkani, con cui esordisce anche nelle competizioni UEFA per club.
Il 7 gennaio 2023 viene acquistato dai rumeni del CFR Cluj.

### Nazionale
Nel 2020 ha giocato una partita con la nazionale kosovara Under-21.
Il 19 novembre 2022 ha esordito con la nazionale maggiore kosovara, disputando l'amichevole pareggiata per 1-1 contro le Fær Øer. il 12 ottobre 2024 mette a segno la prima rete con la maglia della nazionale kosovara, segnando un gol nella vittoria per 2 a 1 sulla Lituania in Nations League.

## Statistiche

### Presenze e reti nei club
Statistiche aggiornate al 31 agosto 2024.
| Stagione        | Squadra         | Campionato      | Campionato | Campionato | Coppe nazionali | Coppe nazionali | Coppe nazionali | Coppe continentali | Coppe continentali | Coppe continentali | Altre coppe | Altre coppe | Altre coppe | Totale | Totale |
| Stagione        | Squadra         | Comp            | Pres       | Reti       | Comp            | Pres            | Reti            | Comp               | Pres               | Reti               | Comp        | Pres        | Reti        | Pres   | Reti   |
| --------------- | --------------- | --------------- | ---------- | ---------- | --------------- | --------------- | --------------- | ------------------ | ------------------ | ------------------ | ----------- | ----------- | ----------- | ------ | ------ |
| 2018-gen. 2019  | Llapi           | SL              | 1          | 0          | CK              | 0               | 0               |                    | -                  | -                  |             | -           | -           | 1      | 0      |
| gen.-giu. 2019  | Ferizaj         | SL              | 10         | 6          | CK              | 0               | 0               |                    | -                  | -                  |             | -           | -           | 10     | 6      |
| 2019-2020       | Ballkani        | SL              | 8          | 3          | CK              | 2               | 1               |                    | -                  | -                  |             | -           | -           | 10     | 4      |
| 2020-2021       | Ballkani        | SL              | 30         | 8          | CK              | 1               | 0               |                    | -                  | -                  |             | -           | -           | 31     | 8      |
| 2021-2022       | Ballkani        | SL              | 33         | 16         | CK              | 1               | 0               |                    | -                  | -                  |             | -           | -           | 34     | 16     |
| 2022-gen. 2023  | Ballkani        | SL              | 17         | 7          | CK              | 0               | 0               | UCL+UECL           | 2+11               | 0+4                |             | -           | -           | 30     | 11     |
| Totale Ballkani | Totale Ballkani | Totale Ballkani | 88         | 34         |                 | 4               | 1               |                    | 13                 | 4                  |             | -           | -           | 105    | 39     |
| gen.-giu. 2023  | CFR Cluj        | L1              | 9+10       | 4          | CR              | 1               | 1               | UECL               | 2                  | 0                  | SR          | -           | -           | 22     | 5      |
| 2023-gen. 2024  | CFR Cluj        | L1              | 12         | 0          | CR              | 3               | 0               | UECL               | 2                  | 0                  | -           | -           | -           | 17     | 0      |
| Totale CFR Cluj | Totale CFR Cluj | Totale CFR Cluj | 31         | 4          |                 | 4               | 1               |                    | 4                  | 0                  |             | -           | -           | 39     | 5      |
| gen.-giu. 2024  | Rapid Bucarest  | L1              | 8+9        | 4+2        | CR              | -               | -               | -                  | -                  | -                  | -           | -           | -           | 17     | 6      |
| 2024-2025       | Sparta Praga    | 1L              | 10         | 3          | CC              | 0               | 0               | UCL                | 6                  | 0                  | -           | -           | -           | 16     | 3      |
| Totale carriera | Totale carriera | Totale carriera | 157        | 54         |                 | 8               | 2               |                    | 23                 | 4                  |             | -           | -           | 188    | 60     |

### Cronologia presenze e reti in nazionale
| Cronologia completa delle presenze e delle reti in nazionale ― Kosovo | Cronologia completa delle presenze e delle reti in nazionale ― Kosovo | Cronologia completa delle presenze e delle reti in nazionale ― Kosovo | Cronologia completa delle presenze e delle reti in nazionale ― Kosovo | Cronologia completa delle presenze e delle reti in nazionale ― Kosovo | Cronologia completa delle presenze e delle reti in nazionale ― Kosovo | Cronologia completa delle presenze e delle reti in nazionale ― Kosovo | Cronologia completa delle presenze e delle reti in nazionale ― Kosovo |
| Data                                                                  | Città                                                                 | In casa                                                               | Risultato                                                             | Ospiti                                                                | Competizione                                                          | Reti                                                                  | Note                                                                  |
| --------------------------------------------------------------------- | --------------------------------------------------------------------- | --------------------------------------------------------------------- | --------------------------------------------------------------------- | --------------------------------------------------------------------- | --------------------------------------------------------------------- | --------------------------------------------------------------------- | --------------------------------------------------------------------- |
| 19-11-2022                                                            | Pristina                                                              | Kosovo                                                                | 1 – 1                                                                 | Fær Øer                                                               | Amichevole                                                            | -                                                                     |                                                                       |
| 19-6-2023                                                             | Budapest                                                              | Bielorussia                                                           | 2 – 1                                                                 | Kosovo                                                                | Qual. Euro 2024                                                       | -                                                                     | 25’                                                                   |
| 9-9-2023                                                              | Pristina                                                              | Kosovo                                                                | 2 – 2                                                                 | Svizzera                                                              | Qual. Euro 2024                                                       | -                                                                     | 54’                                                                   |
| 12-11-2023                                                            | Pristina                                                              | Kosovo                                                                | 1 – 0                                                                 | Israele                                                               | Qual. Euro 2024                                                       | -                                                                     | 46’                                                                   |
| 6-9-2024                                                              | Pristina                                                              | Kosovo                                                                | 0 – 3                                                                 | Romania                                                               | UEFA Nations League 2024-2025 - 1º turno                              | -                                                                     | 66’                                                                   |
| 9-9-2024                                                              | Larnaca                                                               | Cipro                                                                 | 0 – 4                                                                 | Kosovo                                                                | UEFA Nations League 2024-2025 - 1º turno                              | -                                                                     |                                                                       |
| 12-10-2024                                                            | Kaunas                                                                | Lituania                                                              | 1 – 2                                                                 | Kosovo                                                                | UEFA Nations League 2024-2025 - 1º turno                              | 1                                                                     | 59’                                                                   |
| 15-10-2024                                                            | Pristina                                                              | Kosovo                                                                | 3 – 0                                                                 | Cipro                                                                 | UEFA Nations League 2024-2025 - 1º turno                              | 1                                                                     |                                                                       |
| 20-3-2025                                                             | Pristina                                                              | Kosovo                                                                | 2 – 1                                                                 | Islanda                                                               | UEFA Nations League 2024-2025 - Play-off                              | -                                                                     |                                                                       |
| 23-3-2025                                                             | Murcia                                                                | Islanda                                                               | 1 – 3                                                                 | Kosovo                                                                | UEFA Nations League 2024-2025 - Play-off                              | -                                                                     | 78’                                                                   |
| 6-6-2025                                                              | Pristina                                                              | Kosovo                                                                | 5 – 2                                                                 | Armenia                                                               | Amichevole                                                            | -                                                                     | 64’                                                                   |
| Totale                                                                |                                                                       | Presenze                                                              | 11                                                                    |                                                                       | Reti                                                                  | 2                                                                     |                                                                       |

## Palmarès

### Club

#### Competizioni nazionali
- Campionato kosovaro: 2

Ballkani: 2021-2022, 2022-2023